# Max Zorn
Pour les articles homonymes, voir Zorn (homonymie).
Max Zorn (6 juin 1906 à Krefeld, Province de Rhénanie - 9 mars 1993 à Bloomington, Indiana, États-Unis) est un mathématicien américain né dans l'Empire allemand. Ses travaux portent sur l'algèbre, la théorie des groupes et l'analyse numérique. Il est surtout connu pour le lemme de Zorn, qui est équivalent à l'axiome du choix modulo les axiomes de la théorie des ensembles de Zermelo-Fraenkel et qui trouve des applications dans des domaines très variés.

## Biographie
Zorn suit ses études à l'université de Hambourg. Il reçoit son doctorat en avril 1930 après une thèse sur les algèbres alternatives. Il est nommé assistant à l'université de Halle mais n'a pas la chance d'y travailler longtemps puisqu'en 1933, la politique répressive féroce menée par le régime nazi le décide à quitter l'Allemagne : candidat socialiste aux élections étudiantes à Hamburg en 1929, il préfère émigrer aux États-Unis et est embauché à l'université Yale. Il rejoint ensuite l'université de Californie à Los Angeles où il reste jusqu'en 1946, pour ensuite travailler à l'université de l'Indiana à Bloomington jusqu'à sa retraite en 1971.
Max Zorn meurt en mars 1993 d'une insuffisance cardiaque congestive.

## Lemme de Zorn
Le lemme de Zorn a été énoncé par de nombreux mathématiciens dès le début du vingtième siècle dans le cadre de la crise des fondements : démontré pour la première fois par Kazimierz Kuratowski en 1922, il a été retrouvé de façon indépendante par Zorn en 1935. Si c'est finalement Zorn qui lui a donné son nom, c'est parce qu'il a été le premier à utiliser ce résultat pour simplifier de nombreuses preuves d'algèbre déjà existantes. Max Zorn lui-même n'en revendiquait pas la paternité.